# Vlag van Elzele
De vlag van Elzele is op 29 mei 1990 bij raadsbesluit vastgesteld als de vlag van de Henegouwse gemeente Elzele. De vlag kan als volgt worden beschreven:
Gegeerd van acht stukken van rood en geel.
De vlag werd pas op 6 januari 1992 bevestigd door de Franse Gemeenschapsregering. De vlag is gebaseerd op het gemeentewapen.